# Pereszlényi János
Pereszlényi János (Ipolypásztó, 1831. december 25. – Győr, 1894. január 12.) református lelkész, újságíró, lapszerkesztő, költő. 1873 után Győr református lelkésze, a helyi közélet és közművelődés jeles alakja, a Győri Lapok és a Hazánk című lapok szerkesztője volt.

## Életútja
Földművescsaládban született, szülei gyermekkorában meghaltak. Korán árvaságra jutva Kovács Sebestény József református lelkész gyámsága alatt előbb szülőhelyén végzett magántanulmányokat, majd a gimnázium felsőbb osztályait a Pápai Református Kollégiumban járta ki 1846 és 1855 között. Aktívan részt vett az iskola önképzőköri munkájában, annak egy ideig teológus elnöke is volt. 1855-től három évig a Komárom vármegyei Császár református elemi iskolájának hitoktatója volt, majd 1858-ban sikeres papi vizsgáit követően pappá szentelték. Ezután nyolc hónapig Tatán volt segédlelkész, később az ászári, 1862 és 1872 között pedig a mocsai református egyházközség választott lelkészeként tevékenykedett.
1872-ben választották meg a győri református gyülekezet lelkészévé, a hivatalt 1873-ban foglalta el és haláláig viselte. Lelkészi munkája mellett 1877-től a győri Tanítóképző Intézet református hitoktatójaként is tevékenykedett, betöltötte a dunántúli református egyházkerület jegyzői tisztét, 1885–1888-ban pedig a Pápai Állami Tanítóképző Intézet igazgatótanácsának tagja volt.

## Munkássága
Egyházi hivatalviselése mellett jelentős közművelődési tevékenységet fejtett ki, a győri közélet egyik megbecsült alakja volt. A városi képviselőtestület tagjaként aktívan részt vett a helyi politika alakításában, gyűjtést szervezett új református templom építésére. Emellett negyvennyolcas szemléletű publicisztikáival hívta fel magára a figyelmet. Állandó levelezője volt a Pesti Naplónak, az 1870-es években írt a Győri Közlöny, a Komáromi Lapok, a Szabad Polgár, a Protestáns Egyházi és Iskolai Lap számára. 1878-tól rövid ideig a Győri Lapok főmunkatársa és szerkesztője, 1880 és 1882, illetve 1885 és 1889 között pedig a Függetlenségi Párt Győrben kiadott lapja, a Hazánk felelős szerkesztője volt. 1885 őszén ő hívta meg a laphoz főmunkatársnak a fiatal Gárdonyi Gézát, akinek itt indult el újságírói karrierje. Ugyancsak 1885-ben indította útjára és három évig szerkesztette a Dunántúli Protestáns Közlönyt.
Szépirodalommal és teológiával is foglalkozott. A magyar néphez című ódájáért a Vörösmarty Mihály elnökölte bírálóbizottság neki ítélte a pályadíjat. Az 1859. évi tatai Kazinczy Ferenc-emlékünnepség vezérszónoka volt, ekkor szavalta el Kazinczy Ferenc szelleméhez írt ódáját. Több költeménye jelent meg hírlapok hasábjain, s hagyatékában mintegy négyszáz halotti beszéde és imája maradt fenn. A Protestáns Egyházi és Iskolai Lapban nagy visszhangot keltett Ballagi Mórral folytatott dogmatikai vitája.

## Főbb művei
- Kazinczy Ferenc emléke Tatán. Komárom. 1859
- Egyházi emlékbeszéd Kálvin János háromszázados emlékünnepén. Komárom. 1864
- Emlékbeszéd Deák Ferencz gyászünnepélyén. Győr. 1876
- Kovács Pál 50 éves írói jubileumára. Győr. 1877